# Laurent Bonadei
Laurent Bonadei, född den 3 november 1969 i Marseille, är en fransk fotbollstränare, förbundskapten och före detta fotbollsspelare.

## Karriär
Laurent Bonadei spelade fotboll som senior under slutet av 1980-talet till början av 2000-talet i bland annat Grenoble Foot 38 och SC Toulon. Sin tränarkarriär påbörjades 2003 och då huvudsakligen med träna juniorlag. 2021 var han assisterande tränare till Saudiarabiens herrlandslag i fotboll och 2024 tog han över som förbundskapten för Frankrikes damlandslag i fotboll.